# 阿西尼博因人
阿西尼博因人（英語： /əˈsɪnɪbɔɪn/），又译阿西尼布万人（法語：Assiniboines；欧及布威语：Asiniibwaan），又称霍赫人（Hohe）、纳科塔人（Nakota），是北美洲原住民族，屬於北美大平原原住民。当代主要聚居在加拿大萨斯喀彻温省，在艾伯塔省部分地区、曼尼托巴省西南部，以及美国的蒙大拿州北部、北达科他州西部都有分布。
阿西尼博因人在18世纪末至19世纪初是北美颇为著名的族群，和克里人皆属铁联盟的一部分。阿西尼博因人和苏人语言相近，都在19世纪转变为猎杀野牛的马背游牧民族，也因欧洲白人带来的瘟疫而人口骤减。18世纪晚期时阿西尼博因族约有1万人，到1890年仅余下2,600人。